# Tabanus quinarius
Tabanus quinarius är en tvåvingeart som beskrevs av Wang och Liu 1990. Tabanus quinarius ingår i släktet Tabanus och familjen bromsar.
Artens utbredningsområde är Sichuan (Kina). Inga underarter finns listade i Catalogue of Life.